# Biotopo Torbiera Purschtal
Il Biotopo Torbiera Purschtal è un'area naturale protetta che si trova nel territorio comunale di Valle Aurina in Alto Adige. Fu istituita nel 1991.
Occupa una superficie di 23,31 ha nella provincia autonoma di Bolzano.